# Krampö

Krampö är en ö i Bälinge socken i Nyköpings skärgård, fyra klometer öster om Rågö, strax söder om Tvären och 1 kilometer väster om Ringsö. Ön har en yta på 77 hektar.
Öns centrala delar utgörs av smala lågt liggande partier, medan de yttre delarna utgörs av högre tallvuxna hällmarker. På ön ligger ett hemman, omtalat i skriftliga handlingar första gången 1559 (ett osäkert belägg från 1556). Gården lydde ursprungligen under Hånö säteri, men friköptes på 1800-talet som en av få gårdar i Nyköpings skärgård. Under den tiden bestod bebyggelsen av två gårdar, som under 1900-talet slagits samman. Dagens mangårdsbyggnad är uppförd 1911 och går under namnet "Skrythuset" då den är ovanligt stor. Flera mindre bostadshus finns norr och söder om denna. Den nyaste ladugården med tillhörande loge uppfördes 1910, flera äldre ekonomibyggnader i timmer finns även kvar, varav flera med vasstak. Åkerbruket på ön pågick fram till 1950-talet, nu hålls landskapet öppet med hjälp av betande får.
På 1950-talet fanns en minkfarm på Krampö.

Ekholmen, med fiskartorpet Stendörren i Krampös nordöstra del utgjorde tidigare en egen ö, men har senare vuxit ihop med Krampö. Stendörren övergavs 1975 och idag ägs husen av Naturvårdsverket som hyr ut dem. Den delen av ön ingår nu i Stendörrens naturreservat.